# Општина Санчел (Алба)
Санчел (рум. Sâncel) општина је у Румунији у округу Алба.
Oпштина се налази на надморској висини од 246 m.